# Temnoscheila
Temnoscheila är ett släkte av skalbaggar som beskrevs av John Obadiah Westwood 1835. Temnoscheila ingår i familjen flatbaggar.
Släktet innehåller bara arten Temnoscheila caerulea.